# Òdena
Òdena là một đô thị trong comarca Anoia, Catalonia, Tây Ban Nha.

## Biến động dân số
| 1900 | 1930 | 1950 | 1970 | 1986 | 2007 |
| ---- | ---- | ---- | ---- | ---- | ---- |
| 1239 | 1326 | 1327 | 2525 | 2581 | 3161 |

## Các khu vực bên trong
Òdena gồm 10 làng (dân số năm 2005):
- El Bosc Gran (17)
- Can Sabater (24)
- Can Soler (27)
- Les Casetes d'en Mussons (70)
- L'Espelt (224)
- La Font d'en Masarnau (31)
- Òdena (nuclí urbà) (1320)
- El Pla (1099)
- El Raval d'Aguilera (61)
- Samuntà (63)